# Germano Mathias
Germano Mathias (San Paolo, 2 giugno 1934 – Franco da Rocha, 22 febbraio 2023) è stato un cantante, compositore e attore brasiliano.
Fu uno dei più famosi autori di samba.

## Biografia
Germano Mathias discendeva da immigrati portoghesi. I nonni gli trasmisero l'amore per il fado.
All'età di 14 anni entrò nella scuola di samba Rosas Negras, per suonarvi la batteria. 
La sua carriera iniziò il 26 ottobre 1955, con un'esibizione nel programma radiofonico Caravana da Alegria su Rádio Tupi.  Nell'occasione egli cantò quello che sarebbe diventato il suo più grande successo, Minha Nega na Janela . Era stato scelto tra 300 candidati. L'emittente gli offrì un contratto della durata di quattordici mesi e uno stipendio di tremila cruzeiros.
La popolarità dell'artista fu dovuta anche al suo peculiare modo di interpretare i samba, sempre in maniera sincopata, e di accompagnarli suonando con il coperchio di un barattolo di grasso, testimonianza del suo affetto per i lustrascarpe di Praça da Sé. Il suo repertorio contava composizioni proprie ma anche molti samba di Zé Ketti.
Rimase in auge per tutti gli anni 50. Negli anni 60 ebbe inizio il suo declino, ciò nonostante egli incise dischi per mezzo secolo e tenne concerti anche in seguito.
Come attore prese parte a due film, a una miniserie tv e soprattutto alla telenovela Brasileiras e Brasileiros, nella quale gli fu assegnato un ruolo di spicco.
Il 31 agosto 2010 fu insignito dal governo dello Stato di San Paolo con l'Ordine di Ipiranga. 
Germano Mathias è morto a 88 anni il 22 febbraio 2023, mercoledì delle ceneri, durante un ricovero in ospedale, resosi necessario per il trattamento di una grave polmonite.